# Vladimir Sal'do
Vladimir Vasil'evič Sal'do (in russo Владимир Васильевич Сальдо? in ucraino Володимир Васильович Сальдо?, Volodymyr Vasyl'ovyč Sal'do; Mykolaïv, 12 maggio 1956) è un politico e militare russo capo dell'amministrazione d'occupazione russa dell'oblast' di Cherson (Ucraina).
È a capo del Blocco di Volodymyr Sal'do, un partito politico minore che è stato bandito in Ucraina il 20 marzo 2022.
È stato tra le prime persone nell'oblast di Cherson a ricevere un passaporto russo a seguito dell'occupazione. Nel giugno 2022, è stato sanzionato dall'Unione europea e le autorità ucraine hanno sporto denuncia contro Sal'do per alto tradimento per il suo collaborazionismo.